# Пресијан I
Пресијан (Пресијам; буг. Пресиян) је био бугарски кан од 836. до 852. године. Био је син Звиница и брат Маламира.
Након успешног рата против Византије, Пресијан је освојио земљу словенског племена Смољани—- западне Родопе и земљу од реке Струме до Егејског мора, северну Македонију и јужну Албанију до Јадранског мора. Пресијан је довршио војно-административно уређење кнеза Омуртага (Муртагона) и поделио Бугарску на 10 управних јединица.
Бугарски кан Пресијан напада српске земље 839. године. Инвазија је довела до трогодишњег рата, у коме је победио српски кнез Властимир. Властимирова војска је протерала Пресијана са српске територије. Поред тога што није остварио територијалну добит, кан Пресијан је претрпео велике губитке због српске тактичке предности у брдима. Рат је завршен смрћу цара Теофила 842. године, чиме је Властимир ослобођен обавеза према Византијском царству.